# Ariosoma
Ariosoma – rodzaj ryb promieniopłetwych z podrodziny Bathymyrinae w obrębie rodziny kongerowatych (Congridae).

## Rozmieszczenie geograficzne
Do rodzaju należą gatunki występujące w wodach Oceanu Atlantyckiego, Oceanu Indyjskiego i Oceanu Spokojnego oraz Morza Śródziemnego.

## Morfologia
Długość ciała do 60 cm; brak danych dotyczących masy ciała.

## Systematyka
Rodzaj zdefiniował w 1838 roku angielski zoolog William Swainson w publikacji własnego autorstwa poświęconej historii naturalnej ryb, płazów i gadów. Gatunkiem typowym jest (późniejsze oznaczenie) konger białopłetwy (A. balearicum).

### Etymologia
- Ariosoma: etymologia niejasna; być może gr. αρις aris, αριδος aridos ‘świder’ lub przedrostek wzmacniający αρι- ari- ‘bardzo’; σωμα sōma, σωματος sōmatos ‘ciało’[18].
- Ophisoma: gr. οφις ophis, οφεως opheōs ‘wąż’[19]; σωμα sōma, σωματος sōmatos ‘ciało’[20]. Gatunek typowy (późniejsze oznaczenie): Ophisoma acuta Swainson, 1839 (= Muraena balearica Delaroche, 1809)[17].
- Helmichthys: gr. ἑλμινς helmins, ἑλμινθος helminthos ‘robak’[21]; ιχθυς ikhthus ‘ryba’[22]. Gatunek typowy (oznaczenie monotypowe): Helmichthys diaphanus Costa, 1844 (= Muraena balearica Delaroche, 1809).
- Congermuraena (Congromuraena): zbitka wyrazowa nazw rodzajów: Conger Bosc, 1817 i Muraena Linnaeus, 1758 (murenowate)[5]. Gatunek typowy (późniejsze oznaczenie): Muraena balearica Delaroche, 1809[23].
- Diaphanichthys: gr. διαφανης diaphanēs ‘przejrzysty, przezroczysty’; ιχθυς ikhthus ‘ryba’[22][6]. Gatunek typowy (oznaczenie monotypowe): Leptocephalus (Diaphanichthys) brevicaudus Peters, 1864.
- Poeciloconger (Poeciloconcer, Poecilogonger, Poecilogconger): gr. ποικιλος poikilos ‘kolorowy, różnorodny’[24]; łac. conger ‘gatunek węgorza morskiego’, od gr. γoγγρος gongros ‘węgorz morski’, od γογγυλος gongulos ‘zaokrąglony’[25]. Gatunek typowy (oznaczenie monotypowe): Poeciloconger fasciatus Günther, 1872.
- Congrellus: łac. conger ‘gatunek węgorza morskiego’, od gr. γoγγρος gongros ‘węgorz morski’, od γογγυλος gongulos ‘zaokrąglony’[25]; przyrostek zdrabniający -ellus[26]. Gatunek typowy (oryginalne oznaczenie): Muraena balearica Delaroche, 1809.
- Anago: jap. アナゴ anago ‘konger’[18]. Gatunek typowy (oryginalne oznaczenie (również monotypowe oraz absolutna tautonimia)): Conger anago Temminck & Schlegel, 1846.
- Alloconger: gr. αλλος allos ‘inny’[27]; rodzaj Conger Bosc, 1817. Gatunek typowy (oryginalne oznaczenie (również monotypowe)): Leptocephalus flavirostris Snyder, 1908 (= Conger anago Temminck & Schlegel, 1846).
- Nesocongrus: gr. νησος nēsos ‘wyspa’[28]; rodzaj Congrus Richardson, 1845. Gatunek typowy (oryginalne oznaczenie (również monotypowe)): Congermuraena howensis McCulloch & Waite, 1916.
- Thyreoconger: gr. θυρα thura ‘drzwi, wrota’[29]; rodzaj Conger Bosc, 1817. Gatunek typowy (oryginalne oznaczenie (również monotypowe)): Thyreoconger hemiaspidus Wade, 1946.

### Podział systematyczny
Do rodzaju należą następujące gatunki:

- Ariosoma albimaculatum Kodeeswaran, Dash, Kumar & Lal, 2022
- Ariosoma anago (Temminck & Schlegel, 1846)
- Ariosoma anagoides (Bleeker, 1853)
- Ariosoma anale (Poey, 1860)
- Ariosoma balearicum (Delaroche, 1809) – konger białopłetwy[30]
- Ariosoma bauchotae Karrer, 1983
- Ariosoma bengalense Ray, Acharya, Khatua, Roy, Mohapatra & Mishra, 2022
- Ariosoma bowersi (Jenkins, 1903)
- Ariosoma coquettei Smith & Kanazawa, 1977
- Ariosoma dolichopterum Karmovskaya, 2015
- Ariosoma emmae Smith & Ho, 2018
- Ariosoma fasciatum (Günther, 1872)
- Ariosoma gilberti (Ogilby, 1898)
- Ariosoma gnanadossi Talwar & Mukherjee, 1977
- Ariosoma gracile Kodeeswaran, Kathirvelpandian, Mohapatra, Kumar & Sarkar, 2024
- Ariosoma hemiaspidus (Wade, 1946)
- Ariosoma howensis (McCulloch & Waite, 1916)
- Ariosoma indicum Kodeeswaran, Kathirvelpandian, Acharya, Mohanty, Mohapatra, Kumar & Lal, 2022
- Ariosoma kannani Kodeeswaran, Kathirvelpandian, Ray, Kumar, Mohapatra & Sarkar, 2024
- Ariosoma kapala (Castle, 1990)
- Ariosoma majus (Asano, 1958)
- Ariosoma mauritianum (Pappenheim, 1914)
- Ariosoma maurostigma Kodeeswaran, Mohapatra, Dhinakaran, Kumar & Lal, 2022
- Ariosoma meeki (Jordan & Snyder, 1900)
- Ariosoma megalops Fowler, 1938
- Ariosoma melanospilos Kodeeswaran, Jayakumar, Akash, Kumar & Lal, 2021
- Ariosoma mellissii (Günther, 1870)
- Ariosoma multivertebratum Karmovskaya, 2004
- Ariosoma nigrimanum Norman, 1939
- Ariosoma obud Herre, 1923
- Ariosoma ophidiophthalmus Karmovskaya, 1991
- Ariosoma opistophthalmum (Ranzani, 1839)
- Ariosoma sanzoi (D’Ancona, 1928)
- Ariosoma sazonovi Karmovskaya, 2004
- Ariosoma scheelei (Strömman, 1896)
- Ariosoma selenops Reid, 1934
- Ariosoma sereti Karmovskaya, 2004
- Ariosoma shiroanago (Asano, 1958)
- Ariosoma sokotranum Karmovskaya, 1991
- Ariosoma somaliense Kotthaus, 1968
- Ariosoma thoothukudiense Kodeeswaran, Kathirvelpandian, Mohapatra & Kumar, 2024